# Sangue Oculto
Sangue Oculto é uma telenovela portuguesa produzida pela SP Televisão que foi exibida pela SIC de 19 de setembro de 2022 a 13 de outubro de 2023, substituindo Lua de Mel e sendo substituída por Papel Principal. É a "32.ª novela" do canal.
Escrita por Sandra Santos a partir de uma ideia original da SIC, tem a colaboração de Pedro Barbosa da Silva, Andreia Vicente Martins, Joana Andrade, Manuel Mora Marques, Pedro Cavaleiro e Sara Cardoso como guionistas, a direção de Jorge Cardoso, a direção de atores de Joana Brandão e Eurico Lopes, a direção de produção de Francisco Barbosa e a realização de João Carvalho, Joel Monteiro, Jorge Cardoso e José Manuel Fernandes.
Conta com as atuações de Sara Matos, Sofia Alves, Luana Piovani, João Catarré, António Pedro Cerdeira, Maria João Pinho, Marcantónio Del Carlo, Mariana Pacheco e Cristóvão Campos no elenco principal.

## Sinopse
| Fases | Fases | Episódios | Episódios | Originalmente exibido  | Originalmente exibido  |
| Fases | Fases | Episódios | Episódios | Estreia da temporada   | Final da temporada     |
| ----- | ----- | --------- | --------- | ---------------------- | ---------------------- |
|       | 1     | 64        | 64        | 19 de setembro de 2022 | 13 de dezembro de 2022 |
|       | 2     | 219       | 219       | 14 de dezembro de 2022 | 13 de outubro de 2023  |

### 1.ª fase
Em 1992, quando Vanda Corte Real descobre que a sua empregada Teresa Batista tinha um caso com o seu marido Olavo e que estava grávida de gémeas dele, aproveita a ausência do marido em missão diplomática no estrangeiro e obriga-a a guardar segredo sobre a gravidez, prometendo ajudá-la monetariamente, enquanto planeia uma forma de se livrar dela. Sem conseguir contactar Olavo, Teresa vê-se obrigada a seguir as indicações da patroa, sem imaginar que esta pretende capitalizar aquela gravidez para si, já que a sua infertilidade é um dos motivos de tensão no casamento.
No dia do parto, Vanda engana Teresa e leva-a para uma sala de partos desativada do hospital onde trabalha como médica e, com a ajuda de Alberto, droga-a para que possa fazer o que quer. O plano da vilã é dizer-lhe que as gémeas morreram e ficar com uma das crianças, que criará como sua, e vender a outra a um casal no estrangeiro. Após Teresa dar à luz à primeira filha, não percebe que nasceu a bebé por se encontrar drogada enquanto Vanda fica com ela, chamando-a de Benedita. Enquanto nasce a segunda filha, Teresa acredita que a bebé se trataria de Benedita, sem nunca desconfiar que na verdade a bebé seria outra e que iria ser vendida. Quando o plano parece, por fim, completo… algo acontece. Nem Teresa nem ninguém desconfiava que se trataria afinal de uma gravidez de trigémeas e, confrontados com essa realidade, ficam em pânico e sem saber o que fazer, enquanto Teresa se apercebe do seu plano em lhe roubar as filhas após dar à luz à sua terceira filha. Ela consegue fugir do hospital antes que a vilã consiga roubar-lhe Carolina, que acreditava que se trataria da sua segunda filha. Sabendo que a patroa não a deixará em paz, decide fugir para Londres. Enquanto isso, Vanda apresenta Benedita ao marido, dizendo que a quer adotar e inventa que a bebé foi abandonada pela mãe. Olavo fica seduzido pela bebé, sem desconfiar que ela é realmente sua filha biológica.
Trinta anos depois, Teresa regressa devido a um problema familiar e traz consigo Carolina e a filha desta, Anna. Teresa e Carolina veem-se envolvidas num caótico acidente de autocarro que as leva ao hospital Luís de Camões, onde a jovem enfermeira acaba por enfrentar os dois momentos que vão mudar o percurso da sua história. O primeiro é quando é beijada por Tiago, um perfeito desconhecido e o namorado de Benedita, que acreditava que estaria a beijar a sua irmã. O segundo é quando se confronta, cara a cara, com Benedita.
Depois de se cruzarem, a relação das duas não podia estar a correr melhor e sentem que têm que recuperar os 30 anos perdidos, mas a paixão repentina e proibida de Carolina e Tiago acaba por as afastar ainda mais do que quando se conheceram, impedindo-as de serem uma família. Ao mesmo tempo, Alberto vai sentindo remorsos acerca do passado e quando decide contar a verdade, acaba por morrer sem revelar a Teresa e Olavo o seu pior segredo. Com o propósito de resolver o passado, deixa tudo preparado para que Benedita e Carolina consigam chegar à verdade. Surpreendentemente, a chave do enigma está fora de Portugal. Com o intuito de que possam descobrir por elas mesmas, envia um convite enigmático à médica e à enfermeira, que têm de viajar juntas.
A aventura acaba por, não só, ser fundamental para a relação das irmãs se solidificar, como também para encontrarem as pistas necessárias para descobrir a verdade sobre o passado, que traz consigo uma avalanche de revelações, incluindo o maior segredo desta história: a descoberta de uma terceira gémea, Júlia.
Será que o sangue que une as três é mais forte do que uma separação de 30 anos? Será Benedita capaz de perdoar a mulher que a criou como mãe, mas que afinal lhe roubou a possibilidade de crescer ao lado das irmãs?

### 2.ª fase
Júlia Pereira de Mello é a segunda filha que Teresa deu à luz e foi vendida por Alberto a João e Carmo há 30 anos. Tal como Vanda e Olavo na altura, o casamento dos dois também atravessava por problemas em engravidar. Quando finalmente conseguem engravidar, nasce Patrícia. O que inicialmente seria um sentimento de felicidade, acaba por causar em Júlia um sentimento de rejeição pela parte dos pais e como consequência, um comportamento de rebeldia da sua parte. Cansados das suas atitudes e comportamentos, João e Carmo expulsam-na de casa quando atingiu a maioridade e proibem-na de ver Patrícia, que na altura era ainda uma criança. Como ela não tinha como se sustentar, chantageou os pais adotivos com o facto de a terem comprado e com isso consegue que lhe paguem e vai morar para Ibiza.
No tempo que lá vive, acaba por se tornar numa DJ e adota o nome artístico DJ Ully, escondendo sempre a sua verdadeira identidade e usando sempre uma máscara e também uma peruca. Nesse mesmo tempo, Patrícia sempre se questionou acerca do desaparecimento da irmã adotiva e nunca obteve respostas concretas por parte de Carmo e João, e apesar de tentar chegar até ela, sempre foi proibida pelos pais. Quando, finalmente, Júlia entra em contacto com a irmã adotiva, Carmo e João tentam-na afastar enquanto podem para que nunca lhe contem a verdade, principalmente Carmo. Vendo que Júlia persiste em tentar contactar Patrícia, que recebeu o mesmo convite de Carolina e Benedita, Carmo proibe Patrícia de ir a Ibiza ao encontro de Júlia e tranca-a no quarto. Ao mesmo tempo, Vanda, Carmo e João formam uma poderosa aliança.
Carolina e Benedita partem para Ibiza acompanhadas de Olavo para descobrir a pista que Alberto deixou para chegarem à verdade e chegam de noite à discoteca onde vai atuar DJ Ully. Quando entram na discoteca, as gémeas entram no espírito da festa e, de repente, a DJ sobre ao palco para o espetáculo. Carolina tenta puxar Benedita para dançar, mas esta teima em não dar muita conversa à irmã. O espetáculo continua, com Júlia, de máscara, a descer numa plataforma entre um grande jogo de luzes. Os fãs rejubilam e a enfermeira e a médica acabam por separar-se e tentam aproximar-se, mas um segurança põe-se a frente delas e protege Júlia, o que causa um grande clima de tensão entre Beni, Carolina e o segurança.
Ao aperceber-se da confusão que elas causaram, Júlia fica agitada ao vê-las e, enquanto elas são conduzidas para a saída, pede aos seguranças para pararem e começa a tirar a máscara no meio da multidão no mesmo momento em que encara as irmãs e as deixa ver que há mais um rosto igual ao delas e enquanto tentam furar a multidão em direção a Júlia, ouve-se um estrondo e as luzes vão abaixo. Quando as luzes se acendem, percebem que a DJ desapareceu e que a sua máscara ficou caída. Carolina vai a correr para o camarim de Júlia e encontra uma tesoura cheia de sangue e teme o pior enquanto Olavo, que estava barrado pelo segurança e não conseguia entrar na discoteca, consegue finalmente entrar e as gémeas e Olavo questionam-se acerca da existência da terceira gémea.
Quando finalmente chegam ao encontro de Júlia, as trigémeas abraçam-se e Júlia conta às irmãs que a querem matar e pede-lhes para a salvarem. Nesse mesmo momento, um carro aproxima-se a alta velocidade na sua direção e ouve-se uma grande explosão. Todos ficam inanimados, incluindo Olavo, e um vulto negro aproxima-se. Quando Olavo desperta vê apenas duas das filhas inanimadas a serem levadas de urgência. Tudo isso coincide com o momento em que Teresa descobre que, afinal, deu à luz três meninas.
Este é o momento em que a história vai sofrer uma reviravolta. Uma das gémeas desaparece e como as outras duas se encontram sem documentos e com os seus corpos afetados por causa do atentado, ninguém saberá quem é quem. Todos pensam que foi Júlia a irmã raptada… quando na verdade foi Benedita. Carolina decide assumir o lugar da médica para sondar Vanda e descobrir o que ela sabe sobre a terceira gémea e o atentado e também para estar mais perto da vilã e incriminá-la.
É então que começa uma verdadeira dança das cadeiras. Júlia desperta e percebe que corre perigo de vida, uma vez que está convicta que foi a sua mãe adotiva (e não Vanda) quem a tentou matar e para conseguir escapar tem de pedir ajuda à irmã que mal conhece… já Tiago começa a desconfiar cada vez mais que a gémea que se faz passar por Benedita é a sua amada e vai pôr o plano em perigo. Sem ideias para as desmascarar, Tiago só tem uma forma de descobrir a verdade e, sem saber que compromete o plano das gémeas, confronta-as ainda no hospital.
Será que Carolina deve contar a verdade ao namorado? Ou, por outro lado, deve continuar o plano de resgate da irmã, sem abrir o jogo? E Benedita, o que terá acontecido realmente com ela? Começara aqui também, ou não, o início de uma bonita relação de irmãs entre Carolina e Júlia?

## Elenco

### Elenco principal
| Ator/Atriz             | Personagem                                          |
| ---------------------- | --------------------------------------------------- |
| Sara Matos             | Carolina «Carol» Batista / Benedita (falsa)         |
| Sara Matos             | Benedita «Beni» Corte Real                          |
| Sara Matos             | Júlia Pereira de Mello / DJ Ully / Carolina (falsa) |
| Sofia Alves            | Teresa Batista                                      |
| Luana Piovani          | Vanda Corte Real                                    |
| João Catarré           | Tiago Carvalho                                      |
| António Pedro Cerdeira | Olavo Corte Real                                    |
| Maria João Pinho       | Carmo Pereira de Mello                              |
| Marcantonio Del Carlo  | João Pereira de Mello                               |
| Mariana Pacheco        | Patrícia Pereira de Mello                           |
| Cristóvão Campos       | Pedro Maria Brito                                   |

### Elenco recorrente
| Ator/Atriz         | Personagem                             |
| ------------------ | -------------------------------------- |
| Soraia Chaves      | Lídia Rocha                            |
| Renato Godinho     | Guilherme «Gui» Mesquita               |
| Anabela Moreira    | Sílvia Apolinário                      |
| Sérgio Praia       | António Jorge «Tojó» Rocha             |
| Manuela Couto      | Remédios Brito                         |
| Luís Alberto       | Tadeu Batista                          |
| Lia Gama           | Noémia Batista / Arlete Vieira (falsa) |
| Carlos Cunha       | Joaquim Agostinho                      |
| Júlia Palha        | Maria Pacheco / Sara Carvalho          |
| João Jesus         | Nelson Apolinário                      |
| Carla Andrino      | Fernanda «Naná» Pacheco                |
| Melânia Gomes      | Rosa Silva                             |
| Pedro Laginha      | César Apolinário                       |
| Ana Marta Ferreira | Bárbara Barreto                        |
| Rui Unas           | Fábio Lucas                            |
| Filipe Matos       | Mário Apolinário                       |
| Guilherme Moura    | Vasyl Kovalenko                        |
| Inês Pires Tavares | Elsa Rocha                             |
| Tiago Aldeia       | Henrique Serôdio                       |
| Maria Marques      | Anna Batista                           |
| Ricardo Lopes      | Bruno Rocha                            |
| Beatriz Ponte      | Beatriz                                |
| Afonso Laginha     | Rafael «Rafa» Vicente Barbosa          |

### Participação especial
| Ator/Atriz       | Personagem       |
| ---------------- | ---------------- |
| Adriano Luz      | Alberto Mesquita |
| Virgílio Castelo | Almeno Carvalho  |
| Xana Abreu       | Becky Agostinho  |

### Elenco 1992
| Ator/Atriz    | Personagem      |
| ------------- | --------------- |
| Laura Dutra   | Teresa (jovem)  |
| Vitória Frate | Vanda (jovem)   |
| João Gadelha  | Olavo (jovem)   |
| Sisley Dias   | Alberto (jovem) |
| Jorge Silva   | Tadeu (jovem)   |

### Elenco adicional
| Ator/Atriz         | Personagem       |
| ------------------ | ---------------- |
| Valdemar Brito     | Gerson           |
| Filipa Giovanni    | Paula            |
| Diogo Branco       | Jack             |
| Guilherme Félix    | Filipe           |
| Maria João Freitas | Dália            |
| Iñigo Galiano      | Vasco            |
| Cláudia Abrantes   | Diana/Sara       |
| Elsa Valentim      | Mãe de Diana     |
| Filipe Crawford    | Adriano Pacheco  |
| Paulo Matos        | Ramalho Milhafre |
| João Craveiro      | Samuel           |
| Nuno Nolasco       | Serpente         |

## Produção

### Desenvolvimento

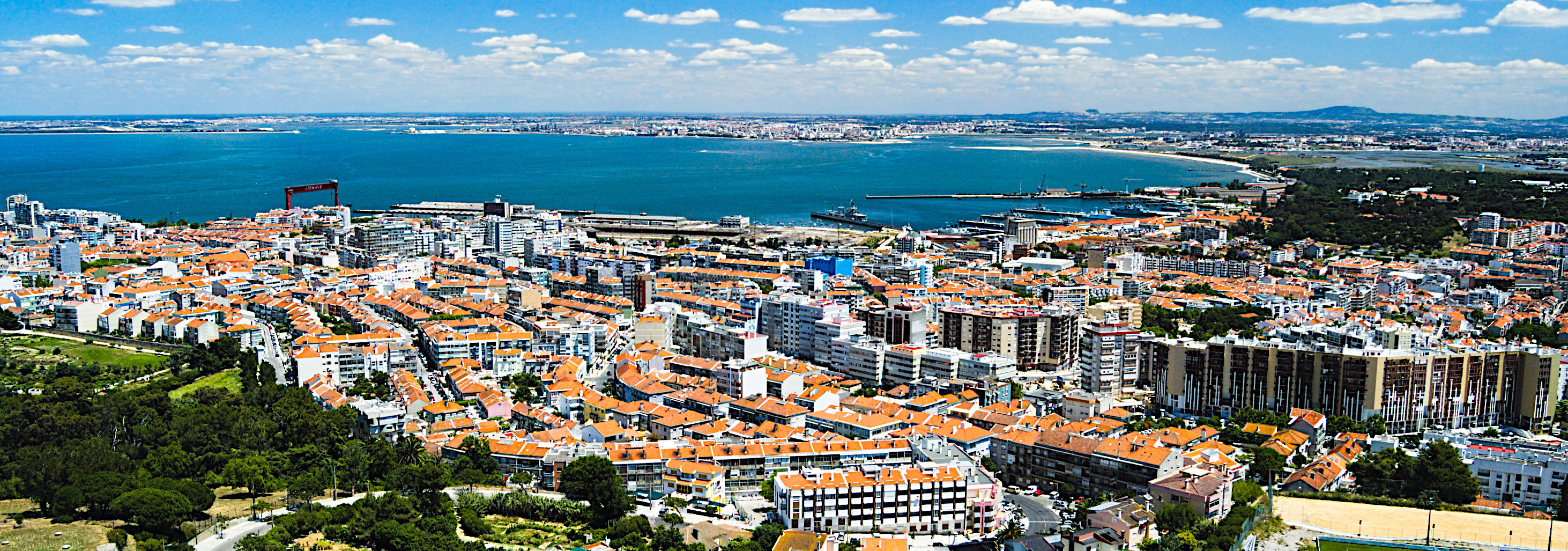
Almada é utilizada como cenário para a telenovela.

Costa da Caparica é utilizada como cenário para a telenovela.

A ideia original da telenovela partiu da SIC, que para comemorar os 30 anos do canal que se avizinhavam, planeou uma telenovela sobre três gémeas separadas à nascença que se reencontram três décadas depois, ficando a autora Sandra Santos encarregue de desenvolver a história que iria suceder a Lua de Mel. A sua pré-produção arrancou em outubro de 2021. Com “Destino”, e mais tarde “O Segredo”, como títulos de trabalho, acabou por ser escolhido “Sangue Oculto” como o título definitivo da telenovela, uma vez que se enquadraria melhor com a trama.

Cartaz de divulgação da telenovela.

Os trabalhos da telenovela arrancaram a 15 de julho de 2022, com gravações exteriores em Almada, no parque de campismo de Furadouro e na praia da Costa da Caparica tal como nos arredores de Lisboa para dar vida ao Porto na novela por contenção de custos e com gravações interiores nos estúdios SP Televisão, contando mais tarde também com gravações no Meco em novembro do mesmo ano, que na história da novela é como se fossem num descampado em Ibiza por contenção de custos, e em Proença-a-Nova em janeiro de 2023. Os trabalhos terminaram a 30 de janeiro de 2023 para Luana Piovani e Marcantónio Del Carlo e terminaram a 2 de março para Sara Matos, tendo o restante elenco terminado os trabalhos a 15 de março com 250 episódios de produção gravados.

### Escolha do elenco
Mariana Pacheco e Sara Matos foram os primeiros nomes anunciados no elenco como as gémeas protagonistas Benedita e Carolina. Sara seria a primeira escolha, porém, com a apresentação do Ídolos foi escolhida inicialmente a Mariana para o seu lugar, acabando por a escolha final recair em Sara para viver as gémeas protagonistas, sendo designada a Mariana uma outra personagem no elenco principal, a Patrícia. Para dar vida a Vanda, a vilã da novela, a escolha recaiu sobre Luana Piovanni. Anunciado com a personagem Tiago, revelou-se mais tarde que João Catarré estaria no elenco principal. Após algumas especulações sobre Sofia Alves na novela, rapidamente a atriz foi confirmada no elenco para dar vida a Teresa, uma das personagens do elenco principal, juntando-se ainda António Pedro Cerdeira no
papel de Olavo para fechar o elenco principal, a par de Cristóvão Campos, Maria João Pinho e Marcantonio Del Carlo.
A eles, juntaram-se Manuela Couto, Carla Andrino, Anabela Moreira, João Jesus, Júlia Palha, Soraia Chaves, Ana Marta Ferreira, Filipe Matos, Lia Gama, Virgílio Castelo, Rui Unas, Renato Godinho, Pedro Laginha, Adriano Luz, Sérgio Praia, João Gadelha, Inês Pires Tavares, Luís Alberto, Guilherme Moura, Maria Marques, Tiago Aldeia, Melânia Gomes, Carlos Cunha, Xana Abreu e Ricardo Lopes para constituir o restante elenco, a par de Afonso Laginha que posteriormente reforçou o elenco.
Para dar vida a uma nova personagem do elenco infantil da novela, a SIC, a Dove e a SP Entertainment juntaram-se numa iniciativa intitulada de "Casting Beleza Real" para escolher uma rapariga entre os 10 e 14 anos para o papel. O prazo de inscrição decorreu entre 3 e 18 de outubro de 2022 e teve 40 finalistas. A escolhida recaiu em Beatriz Ponte.

### Contratempos e alterações nas gravações
As gravações estariam previstas terminar em janeiro de 2023, mas foram adiadas para o mês de março devido às interrupções das gravações de Lia Gama e de Sofia Alves por motivos de saúde no último trimestre de 2022.

## Exibição
Inicialmente, a estreia de Sangue Oculto estaria prevista para o dia do 30º aniversário da SIC, a 6 de outubro de 2022, de forma a comemorar o aniversário do canal e substituir Lua de Mel, mas devido ao insucesso audiométrico da sua antecessora foi antecipada para o mês de setembro, sendo revelado durante o programa de 12 de setembro do Alô Portugal que a novela iria estrear na semana seguinte, no dia 19. Devido à novela não ter cumprido com as expectativas de voltar à liderança, a novela passou para a 2.ª faixa a 30 de janeiro de 2023 devido à estreia de Flor sem Tempo, que também não convenceu a nível de audiências, acabando por voltar à 1.ª faixa a 20 de fevereiro, onde permaneceu até 22 de setembro, devido à estreia da sua sucessora Papel Principal, passando a ser exibida na 2.ª faixa a 25 de setembro. A campanha de ‘últimos episódios’ arrancou a 11 de setembro de 2023, tendo a novela o seu final exibido a 13 de outubro.

### Divulgação
A promoção arrancou a 5 de agosto de 2022, sem qualquer menção ao título da novela, com foco em cenas de making-of em uma das protagonistas gémeas de Sara Matos e também depois com o restante elenco principal Luana Piovanni, Sofia Alves, João Catarré e António Pedro Cerdeira e ainda parte do restante elenco. Nesses mesmos moldes, a 6 de setembro de 2022 foi revelada durante a ‘Nova Temporada SIC’ de 2022 o primeiro teaser da novela com o título e imagens oficiais da história, incluindo o respetivo logótipo, com a narração de Sara Matos e Luana Piovanni enquanto introduziam as suas respetivas personagens, seguindo-se mais dois teasers com o primeiro focado na gémea Carolina e o segundo focado na gémea Benedita.

### Tema de génerico
"Sangue Oculto" dos GNR foi anunciada como tema de genérico durante a ‘Nova Temporada SIC 2022’, a 6 de setembro.

### Transmissão na OPTO
Na OPTO, a plataforma de streaming da SIC, a novela teve todos os seus episódios de exibição na SIC disponibilizados na plataforma, tendo em todos os seus episódios antestreias com um ou vários dias de antecedência à emissão dos episódios, à exceção do 1º episódio.

### Exibição internacional
No Brasil, a novela estreou a 21 de outubro de 2024 na TV Brasil, substituindo Um Milagre.
| País   | Transmissão | Título adaptado | Estreia               | Final       |
| ------ | ----------- | --------------- | --------------------- | ----------- |
| Brasil | TV Brasil   | Sangue Oculto   | 21 de outubro de 2024 | presente    |
| França | Jfb TV      | Sombres Secrets | 2025                  | por estrear |
| [ 67 ] | —           | —               | —                     | —           |
| [ 68 ] | —           | —               | —                     | —           |

## Músicas
| Tema                     | Intérprete(s)                     | Personagem tema  | Notas            |
| ------------------------ | --------------------------------- | ---------------- | ---------------- |
| "Sangue Oculto"          | GNR                               | —                | Tema de genérico |
| "Andorinhas"             | Ana Moura                         | —                | —                |
| "Cenas"                  | Gabriel de Rose                   | —                | —                |
| "Contramão"              | SYRO                              | Tiago e Carolina | —                |
| "Dialetos da Ternura"    | Da Weasel                         | —                | —                |
| "Dilúvio"                | A Garota Não                      | —                | —                |
| "Estava Escrito"         | Trevo                             | —                | —                |
| "Fado Enamorado"         | Maria Emília                      | —                | —                |
| "Foi Feitiço"            | André Sardet e Carolina Deslandes | Carolina e Tiago | —                |
| "Home"                   | Noble com Ema Monteiro            | —                | Tema de Londres  |
| "Juro"                   | Joana Oliveira                    | —                | —                |
| "Karma Kamikaze"         | Miguel Araújo                     | Nana             | —                |
| "Meu Nome é Saudade"     | Luís Trigacheiro                  | —                | —                |
| "Pensamentos Mágicos"    | Clã                               | Vanda            | —                |
| "Provérbio ao Contrário" | Jonas                             | —                | —                |
| "Senhora de Si"          | Ivo Lucas e Carolina Deslandes    | Elsa e Vasyl     | —                |
| "Sol da Caparica"        | Peste & Sida                      | —                | —                |
| "As Noites de Lisboa"    | José Cid                          | —                | —                |

## Prémios
| Ano  | Prémio                       | Categoria    | Por        | Resultado | Ref.          |
| ---- | ---------------------------- | ------------ | ---------- | --------- | ------------- |
| 2023 | 27.ª gala dos Globos de Ouro | Melhor Atriz | Sara Matos | Venceu    | [ 69 ] [ 70 ] |

## Audiências
"Sangue Oculto" estreou a 19 de setembro de 2022 com 10.1 de rating e 20.8% de share, com cerca de 960.100 espectadores, na vice-liderança, com um pico de 10.6 de audiência e 20.9% de share.
O segundo episódio de "Sangue Oculto" rendeu à SIC uma audiência média de 10.7 de rating e 21.7% de quota média de mercado, com 1 milhão e 9 mil espectadores, na liderança. No seu melhor momento, "Sangue Oculto" dava à SIC um resultado de 12.0 de rating e 24.1% de share.
O terceiro episódio de "Sangue Oculto", manteve a liderança, com uma audiência média de 10.6 de rating e 22.9% de quota média de mercado. Quando o relógio batia nas 22h24, o episódio bateu nos 24.3% de share. Já às 22h04, a SIC conseguia 1 milhão e 52 mil espectadores sintonizados com 11.1 de rating.
A 13 de dezembro de 2022, com o episódio de revelação da terceira gémea, "Sangue Oculto" garantiu a liderança com 8.5 de audiência média e 19.5% de share. Foram 801.400 espectadores fidelizados no momento. A SIC conseguiu ainda um pico máximo de 9.5 de rating e 20.8% de share.
A 13 de outubro de 2023, foi exibido o último episódio de “Sangue Oculto”, com inicio pelas 22h09, o derradeiro episódio marcou 7.1 de audiência média e 15,0% de share. O final foi visto por 681.600 espectadores. O pico da novela foi registado no último minuto com a SIC nos 8.3/17.8%, com 790.700 espectadores. Sendo um dos piores resultados de uma final de uma telenovela da SIC, desde Podia Acabar o Mundo, em 2009.
| Média | Média     | Episódios transmitidos | Rating | Share | Ref.   |
| ----- | --------- | ---------------------- | ------ | ----- | ------ |
| 2022  | Setembro  | 10 episódios           | 9.5    | 19.9% | [ 76 ] |
| 2022  | Outubro   | 21 episódios           | 9.0    | 18.9% | [ 77 ] |
| 2022  | Novembro  | 24 episódios           | 8.3    | 19.2% | …      |
| 2022  | Dezembro  | 22 episódios           | 8.4    | 19.1% | …      |
| 2023  | Janeiro   | 22 episódios           | 8.5    | 19.8% | [ 78 ] |
| 2023  | Fevereiro | 22 episódios           | 7.3    | 18.2% | [ 79 ] |
| 2023  | Março     | 22 episódios           | 7.9    | 17.6% | [ 80 ] |
| 2023  | Abril     | 22 episódios           | 7.7    | 16.8% | [ 81 ] |
| 2023  | Maio      | 22 episódios           | 7.6    | 17.0% | [ 82 ] |
| 2023  | Junho     | 22 episódios           | 7.6    | 17.0% | [ 83 ] |
| 2023  | Julho     | 21 episódios           | 8.2    | 17.8% | [ 84 ] |
| 2023  | Agosto    | 23 episódios           | 7.7    | 16.8% | [ 85 ] |
| 2023  | Setembro  | 21 episódios           | …      | …     | …      |
| 2023  | Outubro   | 9 episódios            | 6.2    | …     | …      |
| Total | Total     | 283 episódios          | 7.5    | …     | …      |